# تدارکات الکترونیکی

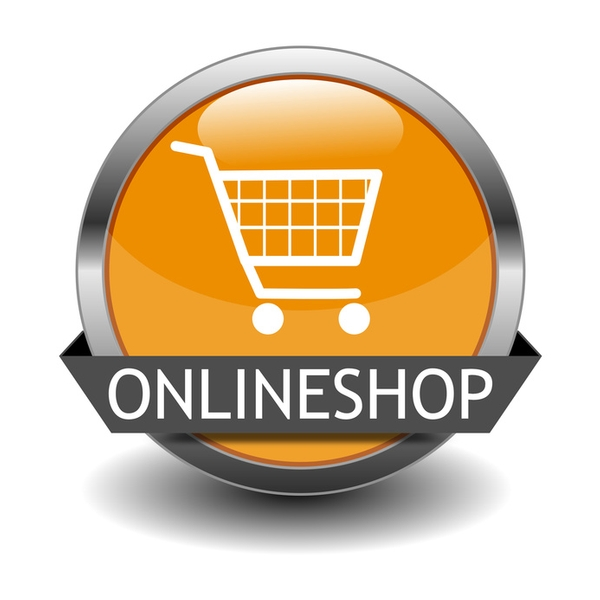
خرید اینترنتی

تدارکات الکترونیکی یا تدارکات آنلاین ،خرید اینترنتی لوازم، منابع و خدمات مورد نیاز سازمانها و بنگاه‌ها، و همچنین از طریق سایر سیستم‌های اطلاعاتی و اتصالات شبکه است.
تدارکات الکترونیکی نوعی فرایند تجارت الکترونیکی بین سازمان‌ها یا بین بنگاه‌ها با استفاده از فناوری اطلاعات و ارتباطات است.
سایت‌های تدارکات الکترونیکی اغلب به کاربران واجد شرایط و ثبت نام شده اجازه می‌دهند تا فروشندگان یا خریداران محصولات یا خدمات را جستجو کنند و همچنین به آنها امکان تعیین قیمت یا شروع یک پیشنهاد جدید را می‌دهند.
همچنین، تدارکات الکترونیکی امکان تبدیل برخی از عملیات‌های بازرگانی (خرید و فروش) را به یک سرویس خودکار فراهم می‌کند و تهیه و تدارکات الکترونیکی از طریق نرم‌افزار انجام می‌شود.

## اجزای تدارکات الکترونیکی
اطلاع‌رسانی الکترونیکی
این فرایند قبل از خرید است. این فرایند جمع‌آوری و توزیع اطلاعات خرید با استفاده از فناوری اینترنت است.
پیشنهاد الکترونیکی
فرایندی است برای ارسال و دریافت پیشنهاد خرید به روش الکترونیکی و نه روش قدیمی کاغذی (قرار دادن اسناد در پاکت و ارسال آنها)
حراج الکترونیکی
حراج الکترونیکی فرایند فروش دارایی‌ها یا سایر کالاها به یک روش رقابتی آنلاین است. در مقایسه با حراج فیزیکی، حراج الکترونیکی شفافیت کامل را فراهم می‌کند و گروه‌های بیشتری را قادر می‌سازد در آن شرکت کنند.
کاتالوگ محصولات
ارایه سبد محصولات که از زمانی شروع می‌شود که عرضه‌کنندگان سبد محصولات خود را به صورت الکترونیکی منتشر می‌کنند و محصولات در دسترس خریداران قرار می‌گیرند تا کالاها و خدمات را به صورت الکترونیکی تهیه کنند.
ثبت سفارش
فرایند ایجاد و تأیید درخواست خرید، اعم از ثبت سفارش خرید و دریافت کالا و خدمات سفارش داده شده، با استفاده از یک سیستم نرم‌افزاری مبتنی بر فناوری اینترنت که عملکرد زنجیره تأمین را تا حد زیادی بهبود می‌بخشد انجام می‌شود.
ارایه صورت حساب
صورتحساب به صورت الکترونیکی برای پرداخت به مشتری ارائه می‌شود.
مدیریت قراردادها
مدیریت قراردادها شامل مدیریت مطالبات، پرداخت‌ها، تسویه قراردادها، تغییرات قرارداد، اوراق بهادار عملکرد و فعالیت‌های حسابرسی و کنترلی است که برخلاف شکل کلاسیک آن، به‌طور الکترونیکی است.

## مزایای تدارکات الکترونیکی
1. کنترل بیشتر.
2. کاهش بار عامل فروش.
3. بهبود تولید.
4. تدارکات الکترونیکی سطح عرضه را به بالاترین سطح می‌رساند.
5. اطلاعات بی‌درنگ در مورد نیازهای مشتری به تولیدکننده ارائه می‌دهد.